# Manson (Iowa)
Manson è una città degli Stati Uniti d'America, situata nello Stato dell'Iowa, nella contea di Calhoun.